# Perpetuous Dreamer
Perpetuous Dreamer is een project en het pseudoniem van Armin van Buuren (Leiden, 25 december 1976), een Nederlands trance-dj. Hij werkte hierin samen met de Nederlandse zangeres, model en actrice Elles de Graaf.
De grootste hit van Perpetuous Dreamer was "The Sound of Goodbye", hoewel deze single in de Nederlandse Top 40 niet verder kwam dan de 26ste plaats. Hij bleef vijf weken in de Top 40 staan.
"Dust.wav" deed het iets minder: het behaalde niet de landelijke hitlijsten (wel de dance-hitlijsten) maar was net als "The Sound of Goodbye" een krachtige vocale tranceplaat, ingezongen door Elles de Graaf. Nog een andere single is "Future Fun Land", de allereerste single van Perpetuous Dreamer, die net zoals "Dust.wav" de Top 40 nooit bereikte.

## Discografie

### Singles
| Single met eventuele hitnotering(en) in de Nederlandse Top 40 | Datum van verschijnen | Datum van binnenkomst | Hoogste positie | Aantal weken | Opmerkingen             |
| ------------------------------------------------------------- | --------------------- | --------------------- | --------------- | ------------ | ----------------------- |
| The Sound of Goodbye                                          | 2001                  | 1-9-2001              | 26              | 5            | Dancesmash op Radio 538 |